# Nada Surf
Nada Surf este o formație americană de rock alternativ înființată în 1992 la New York de către Matthew Caws (chitară, voce), Ira Elliot (baterie) și Daniel Lorca (chitară bas).

## Istoric
Matthew Caws și Daniel Lorca s-au cunoscut la Lycée français de New York, (SUA), și au petrecut împreună mai multe vacanțe în Franța și Belgia. Au cântat împreună în mai multe formații (The Cost of Living și Because Because Because) până când, în 1992, au înființat formația Nada Surf împreună cu Daniel Lorca.
În 1996 au cunoscut cel mai mare succes al formației datorită hitului Popular.